# Марио Затели

Марио Затели (21. децембар 1912 — 7. јануар 2004) био је француски фудбалер и тренер.
Рођен у Сетифу, италијанског је порекла, углавном је играо за Олимпик из Марсеља. Био је на списку репрезентације за Светско првенство у фудбалу 1938. године где није наступао. За репрезентацију Француске је наступио 1939. године и постигао 1 гол. Касније је водио Олимпик из Марсеља седамдесетих година и освојио једну титулу првака и Куп Француске 1972. године.